# Mikepércs
Mikepércs là một thị trấn thuộc hạt Hajdú-Bihar, Hungary. Thị trấn này có diện tích 36,93 km², dân số năm 2010 là 4309 người, mật độ 117 người/km².